# Dossenus
Dossenus is een geslacht van spinnen uit de  familie van de Trechaleidae.

## Soorten
- Dossenus guapore Silva, Lise & Carico, 2007
- Dossenus marginatus Simon, 1898